# Il cantante e il campione
Il cantante e il campione è un film italiano del 1984 diretto da Ninì Grassia.

## Trama
Il giovane ballerino Massimo da Milano arriva alla stazione di Napoli e fa amicizia con Franco, un giovane che canta in un ristorante e che viene scritturato in una discoteca, dove inizia ad avere un certo successo.
I due ragazzi sono fidanzati con Laura e Rosaria, ma fanno nuove conoscenze ed avviano relazioni con altre ragazze: Daniela, la proprietaria del locale in cui Franco si esibisce e sua sorella Mara.
Massimo partecipa alla gara annuale di danza moderna e viene proclamato campione, mentre l'amico si diploma miglior cantante del mese. Poi i due giovani ritornano con le precedenti fidanzate e festeggiano con una gita a Ischia.

## Produzione
È il primo dei tre film prodotti dalla Anthony Film International, casa a cui è associato lo stesso Ninì Grassia.
Molte scene sono girate a Napoli e inquadrano tram, ripresi a piazza Nazionale, alla Riviera di Chiaia, in piazza Sannazzaro e a Fuorigrotta, poi nel ristorante La Bersagliera a Mergellina e alcune scene sono state girate a Castel Volturno (fraz. Pinetamare). Alcune scene si svolgono all'interno di una vettura tramviaria. Invece la discoteca visibile nel film è il Charlie Brown di Giugliano. Il film è ispirato alla canzone Il cantante e il campione di Patrizio, morto l'anno in cui è stato girato il film.
Il film ha avuto un remake con Una vita da sballo del 1993 sempre diretto da Ninì Grassia.